# نيكول ماليوتاكيس
نيكول ماليوتاكيس (بالإنجليزية: Nicole Malliotakis)‏ هي سياسية أمريكية عضو في الحزب الجمهوري ولدت في 11 نوفمبر 1980.